# Championnats d'Asie de boxe amateur 2011
Navigation
Édition précédente Édition suivante
La 26e édition des championnats d'Asie de boxe amateur s'est déroulée à Incheon, Corée du Sud, du 5 au 12 août 2011.

## Résultats

### Podiums
| Catégories                  | Or                      | Argent                  | Bronze                                 |
| Poids mi-mouches (-49 kg)   | Shin Jong-hun           | Amandeep Singh          | Alisher Mahmudov Asylbek Nazaraliyev   |
| Poids mouches (-52 kg)      | Chang Yong              | Ilyas Suleimenov        | Mohamed Abdelaziz al-Wadi Rey Saludar  |
| Poids coqs (-56 kg)         | Anvar Yunusov           | Dorjnyambuu Otgondalai  | Kao Chih-yuan Lee Jin-young            |
| Poids légers (-60 kg)       | Aydar Amirzakov         | Liu Qiang               | Abdilay Anarbay Uulu Madadi Nagzibekov |
| Poids super-légers (-64 kg) | Uranchimeg Munkh-Erdene | Park Sang-hyuk          | Balwinder Beniwal Kobiljon Bobozhanov  |
| Poids welters (-69 kg)      | Maimatti Tusunqiong     | Rustam Svayev           | Nodirbek Kosimov Tuvshinbat Byamba     |
| Poids moyens (-75 kg)       | Shukhrat Abdullayev     | Chuluuntumur Tumurhuyag | Nursahat Pazziyev Yang Yu-ting         |
| Poids mi-lourds (-81 kg)    | Kim Hyeong-kyu          | Meng Fanlong            | Ahmad al-Taimat Arman Ryspek           |
| Poids lourds (-91 kg)       | Mohammad Ghosoun        | Wang Xuanxuan           | Mohammad Nouripour Paramjeet Samota    |
| Poids super-lourds (+91 kg) | Doszhan Ospanov         | Abdulmajid Sepahvandi   | Zhang Zhilei Mustafa Mahdi             |

### Tableau des médailles
| Place | Pays              | Médaille d'or, Asie | Médaille d'argent, Asie | Médaille de bronze, Asie | Total |
| ----- | ----------------- | ------------------- | ----------------------- | ------------------------ | ----- |
| 1     | Chine             | 2                   | 3                       | 1                        | 6     |
| 2     | Kazakhstan        | 2                   | 2                       | 1                        | 5     |
| 3     | Corée du Sud      | 2                   | 1                       | 1                        | 4     |
| 4     | Mongolie          | 1                   | 2                       | 1                        | 4     |
| 5     | Ouzbékistan       | 1                   | 0                       | 3                        | 4     |
| 6     | Tadjikistan       | 1                   | 0                       | 1                        | 2     |
| 7     | Syrie             | 1                   | 0                       | 0                        | 1     |
| 8     | Inde              | 0                   | 1                       | 2                        | 3     |
| 9     | Iran              | 0                   | 1                       | 1                        | 2     |
| 10    | Kirghizistan      | 0                   | 0                       | 2                        | 2     |
| 10    | Taipei chinois    | 0                   | 0                       | 2                        | 2     |
| 10    | Jordanie          | 0                   | 0                       | 2                        | 2     |
| 13    | Philippines       | 0                   | 0                       | 1                        | 1     |
| 13    | Turkménistan      | 0                   | 0                       | 1                        | 1     |
| 13    | Irak              | 0                   | 0                       | 1                        | 1     |
| Total | 15 pays médaillés | 10                  | 10                      | 20                       | 40    |